# Vasco (bande dessinée)
Pour les articles homonymes, voir Vasco.
Vasco est une série de bande dessinée historique franco-belge créée fin 1978 par Gilles Chaillet (scénario et dessin) et mise en couleurs par Chantal Defachelle, publiée dans Le Journal de Tintin entre 1980 et 1992, éditée en albums par Le Lombard à partir de 1983. En 2007, Gilles Chaillet confie le dessin de la série à Frédéric Toublanc. À son décès en 2011, Gilles Chaillet laisse quelques scénarios qui sont dessinés tout d'abord par Frédéric Toublanc, puis, à partir de 2013, par Dominique Rousseau. Chantal Defachelle (Chantal Chaillet), la veuve de Gilles Chaillet, poursuit la série en écrivant les scénarios avec Luc Révillon tout en continuant à réaliser les couleurs. En 2019, l'éditeur décide de ne pas prolonger la série, qui s'achève ainsi avec le tome 30,.   

## Synopsis
Vasco est un jeune Italien, fougueux et charmeur. Appartenant à une riche famille de banquiers siennois, il est régulièrement sollicité par son oncle, le richissime Tolomeï, pour régler différents conflits. On découvre ainsi, au fil des péripéties de notre jeune commis banquier, un monde médiéval troublé où les banquiers, très influents, détiennent le pouvoir.

## Personnages
Plusieurs personnages apparaissent de manière plus ou moins récurrente tout au long de la série :
- Vasco Baglioni, le héros.
- Lorenzo Baglioni, frère de Vasco, défendant parfois la même cause, parfois rival.
- Tolomeo Tolomeï, oncle de Vasco et Lorenzo, riche banquier siennois.
- Sophie Cantacuzène, fille du souverain de l'empire de Constantinople Jean VI Cantacuzène.
- Hans Peter Van Loo, baron hollandais et compagnon d'aventure de Vasco.

Personnages historiques :
- Marino Faliero (vers 1285 - 1355), le 55e doge de Venise (1354 - 1355).
- Clément VI (1291 - 1352), 198e pape (et le 4e pape d'Avignon) (1342 - 1352).
- Jean VI Cantacuzène (vers 1295 - 1383), empereur byzantin (1347 - 1354).
- Édouard III d'Angleterre (1312 – 1377), roi d'Angleterre (1327 - 1377).
- Cola di Rienzo (1313 - 1354), homme politique italien, fier du passé romain, rêve d'unifier l'Italie.
- Jean II de France, dit « Jean le Bon » (1319 - 1364), roi de France (1350 - 1364).
- Bertrand Du Guesclin (1320 - 1380), "Le Dogue noir de Brocéliande", chef de guerre et plus tard connétable de France (1370 - 1380).
- Charles II de Navarre, dit « Charles le Mauvais » (1332 - 1387), roi de Navarre (1349 - 1387) et comte d'Évreux (1343 - 1378).
- Pierre le Cruel (Pierre Ier de Castille) (1334 - 1369), roi de Castille et León (1350 - 1369).
- Henri de Trastamare (Henry II de Castille) (1334 - 1379), roi de Castille et León (1366 - 1379).
- Charles V de France, dit « Charles le Sage » (1338 - 1380), dauphin, puis roi de France (1364 - 1380).

Vasco, voyageur infatigable, visite Sienne, Naples, Rome, Avignon, Constantinople (Istanbul), la Cappadoce (Kayseri et Korama), Bretagne (Vitré, Tréguier, Quimper), Nuremberg, Venise, Carcassonne, Paris, Londres, Jérusalem, Ispahan, Balkh, Pékin, Gent, Bruges etc.  Il rencontre les grands personnages historiques de l'Occident et de l'Orient du XIVe siècle qu'ils soient monarques, religieux ou autres grandes familles dirigeantes.

## Albums

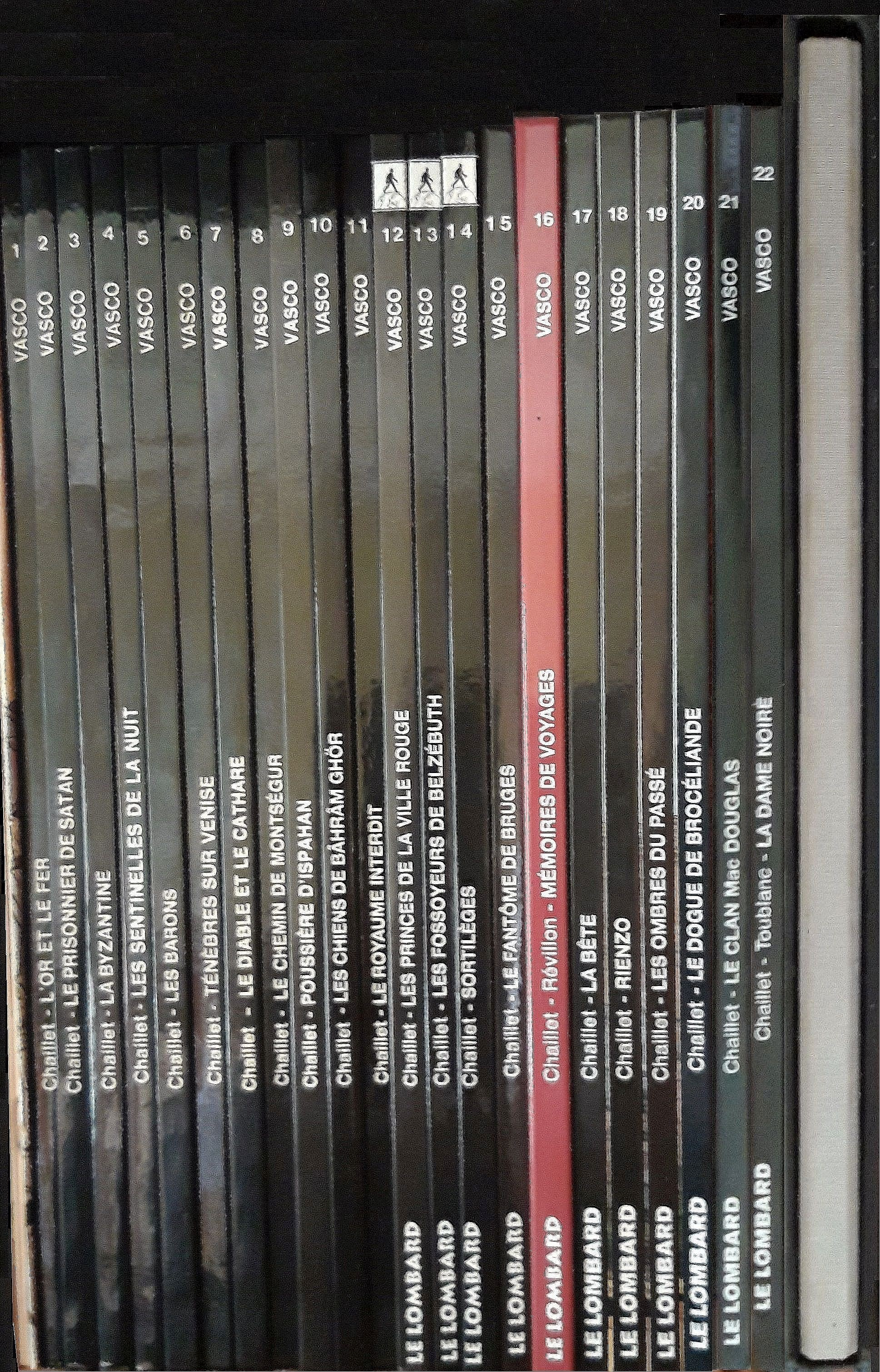
Série Vasco, ici 1 à 22.

- 1 L'Or et le Fer, Le Lombard, 1983[4]
Scénario et dessin : Gilles Chaillet - Couleurs : Chantal Defachelle
- 2 Le Prisonnier de Satan, Le Lombard, 1984
Scénario et dessin : Gilles Chaillet - Couleurs : Chantal Defachelle
- 3 La Byzantine, Le Lombard, 1984
Scénario et dessin : Gilles Chaillet - Couleurs : Chantal Defachelle
- 4 Les Sentinelles de la nuit, Le Lombard, 1986
Scénario et dessin : Gilles Chaillet - Couleurs : Chantal Defachelle
- 5 Les Barons, Le Lombard, 1987
Scénario et dessin : Gilles Chaillet - Couleurs : Chantal Defachelle
- 6 Ténèbres sur Venise, Le Lombard, 1987
Scénario et dessin : Gilles Chaillet - Couleurs : Chantal Defachelle - avec un tirage de tête du Lombard, toilé rouge, le seul de la série
- 7 Le Diable et le Cathare, Le Lombard, 1988
Scénario et dessin : Gilles Chaillet - Couleurs : Chantal Defachelle
- 8 Le Chemin de Montségur, Le Lombard, 1989
Scénario et dessin : Gilles Chaillet - Couleurs : Chantal Defachelle
- 9 Poussière d'Ispahan, Le Lombard, 1990
Scénario et dessin : Gilles Chaillet - Couleurs : Chantal Defachelle
- 10 Les Chiens de Bâhrâm Ghör, Le Lombard, 1991
Scénario et dessin : Gilles Chaillet - Couleurs : Chantal Defachelle
- 11 Le Royaume interdit, Le Lombard, 1992
Scénario et dessin : Gilles Chaillet - Couleurs : Chantal Defachelle
- 12 Les Princes de la ville rouge, Le Lombard, 1993
Scénario et dessin : Gilles Chaillet - Couleurs : Chantal Defachelle
- 13 Les Fossoyeurs de Belzébuth, Le Lombard, 1994
Scénario et dessin : Gilles Chaillet - Couleurs : Chantal Defachelle
- 14 Sortilèges, Le Lombard, 1996
Scénario et dessin : Gilles Chaillet - Couleurs : Chantal Defachelle
- 15 Le Fantôme de Bruges, Le Lombard, 1997
Scénario et dessin : Gilles Chaillet - Couleurs : Chantal Defachelle
- 16 Mémoires de voyages, Le Lombard, 1998
Scénario : Luc Révillon - Dessin : Gilles Chaillet - Couleurs : Chantal Defachelle
- 17 La Bête[5], Le Lombard, 1999
Scénario et dessin : Gilles Chaillet - Couleurs : Chantal Defachelle
- 18 Rienzo, Le Lombard, 2000
Scénario et dessin : Gilles Chaillet - Couleurs : Chantal Defachelle
- 19 Les Ombres du passé, Le Lombard, 2001
Scénario et dessin : Gilles Chaillet - Couleurs : Chantal Defachelle
- 20 Le Dogue de Brocéliande, Le Lombard, 2003
Scénario et dessin : Gilles Chaillet - Couleurs : Chantal Defachelle
- 21 Le Clan Mac Douglas, Le Lombard, 2005
Scénario et dessin : Gilles Chaillet - Couleurs : Chantal Defachelle
- 22 La Dame noire, Le Lombard, 2007
Scénario : Gilles Chaillet - Dessin : Frédéric Toublanc - Couleurs : Isabelle Drouaillet
- 23 La Mort blanche, Le Lombard, 2009
Scénario : Gilles Chaillet - Dessin : Frédéric Toublanc - Couleurs : Isabelle Drouaillet
- 24 Le Village maudit, Le Lombard, 2012
Scénario : Gilles Chaillet - Dessin : Frédéric Toublanc - Couleurs : Chantal Defachelle
- 25 Les Enfants du Vésuse, Le Lombard, 2013
Scénario : Gilles Chaillet - Dessin : Dominique Rousseau - Couleurs : Chantal Defachelle
- 26 La Cité ensevelie, Le Lombard, 2015
Scénario : Gilles Chaillet - Dessin : Dominique Rousseau - Couleurs : Chantal Defachelle
- 27 Les Citadelles de sable, Le Lombard, 2016
Scénario :  Luc Révillon, Chantal Defachelle (Chantal Chaillet) - Dessin : Dominique Rousseau - Couleurs : Chantal Chaillet
- 28 I Pittori, Le Lombard, 2017
Scénario :  Luc Révillon, Chantal Chaillet - Dessin : Dominique Rousseau - Couleurs : Chantal Chaillet
- 29 Affaires lombardes, Le Lombard, 2018
Scénario :  Luc Révillon, Chantal Chaillet - Dessin : Dominique Rousseau - Couleurs : Chantal Chaillet
- 30 L'Or des glaces, Le Lombard, 2019
Scénario :  Luc Révillon, Chantal Chaillet - Dessin : Dominique Rousseau - Couleurs : Chantal Chaillet

- Hors-série 1 : Le Petit Vasco illustré, Le Lombard, 1994
Scénario et couleurs : Luc Révillon - Dessin : Gilles Chaillet
- Hors-série 2 : Rienzo, le dernier des césars, Le Lombard, 2002
Scénario et dessin : Gilles Chaillet - Couleurs : Chantal Defachelle - fascicule limité à 1000 ex. dans le coffret des tomes 1-2 + 18-19
- Hors-série 3 : Les Mémoires secrets de Vasco, Le Lombard, 2011
Scénario et dessin : Luc Révillon, Gilles Chaillet - Couleurs : Chantal Defachelle
- Hors-série 4 : Ombres et lumières sur Venise, Le Lombard, Chantal Chaillet
Scénario : Luc Révillon - Dessin : Dominique Rousseau - Couleurs : 2019